# 2749 Вальтергорн
2749 Вальтергорн (2749 Walterhorn) — астероїд головного поясу, відкритий 11 жовтня 1937 року.
Тіссеранів параметр щодо Юпітера — 3,177.
Названо на честь Вальтера Горна (нім. Walter Horn), засновника публічної аматорської обсерваторії в Золінгені.